# Dolenja vas pri Čatežu
Dolenja vas pri Čatežu je naselje u slovenskoj Općini Trebnju. Dolenja vas pri Čatežu se nalazi u pokrajini Dolenjskoj i statističkoj regiji Jugoistočnoj Sloveniji. 

## Stanovništvo
Prema popisu stanovništva iz 2002. godine naselje je imalo 55 stanovnika.